# (123) Brunhild
(123) Brunhild ist ein Asteroid des mittleren Hauptgürtels, der am 31. Juli 1872 vom deutsch-US-amerikanischen Astronomen Christian Heinrich Friedrich Peters am Litchfield Observatory in New York entdeckt wurde.
Der Asteroid wurde benannt nach einer Figur aus dem Nibelungenlied, der Völsunga saga und der Thidrekssaga. Brünhild war eine Königin in der deutschen Sage, die Siegfried für Gunther gewann. Brünhild war die Tochter von Odin und Erda, der ältesten der Walküren. Der Entdecker verwendete für den Asteroiden zunächst die Benennung „Brunhilda“.

## Wissenschaftliche Auswertung
Mit Daten radiometrischer Beobachtungen im Infraroten am Mount-Lemmon-Observatorium in Arizona im Januar 1976 wurden für (123) Brunhild erstmals Werte für den Durchmesser und die Albedo von 47 km und 0,15 bestimmt. Aus Ergebnissen der IRAS Minor Planet Survey (IMPS) wurden 1992 Angaben zu Durchmesser und Albedo für zahlreiche Asteroiden abgeleitet, darunter auch (123) Brunhild, für die damals Werte von 48,0 km bzw. 0,21 erhalten wurden. Mit dem Satelliten Midcourse Space Experiment (MSX) wurden 1996 bis 1997 im Rahmen der Infrared Minor Planet Survey (MIMPS) Daten erhalten, aus denen Werte von 41,3 km bzw. 0,29 bestimmt wurden. Eine Auswertung von Beobachtungen durch das Projekt NEOWISE im nahen Infrarot führte dann 2012 zu vorläufigen Werten für den Durchmesser und die Albedo im sichtbaren Bereich von 45,2 km bzw. 0,26.
Photometrische Beobachtungen von (123) Brunhild erfolgten erstmals am 9. und 10. Oktober 1983 am Observatoire de Haute-Provence in Frankreich. Aus der gemessenen Lichtkurve konnte eine Rotationsperiode von 10,04 h bestimmt werden. Weitere Beobachtungen wurden vom 12. April bis 17. Juni 2016 am Organ Mesa Observatory in New Mexico durchgeführt. Die Messungen führten zu einem verbesserten Wert für die Rotationsperiode von 9,873 h. Aus archivierten Daten des Asteroid Terrestrial-impact Last Alert System (ATLAS) aus dem Zeitraum 2015 bis 2018 wurden dann in einer Untersuchung von 2020 mit der Methode der konvexen Inversion Gestaltmodelle für zwei alternative Positionen der Rotationsachse sowie eine Rotationsperiode von 9,87346 h bestimmt.
Zwischen 2012 und 2018 wurden mit der All-Sky Automated Survey for Supernovae (ASAS-SN) auch photometrische Daten von 20.000 Asteroiden aufgezeichnet. Auf mehr als 5000 davon konnte erfolgreich die Methode der konvexen Inversion angewendet werden, darunter auch (123) Brunhild, für die in einer Untersuchung von 2021 ein verbessertes dreidimensionales Gestaltmodell für zwei alternative Rotationsachsen mit prograder Rotation und einer Periode von 9,8734 h berechnet wurde. Aus den Daten von ATLAS konnte in einer Untersuchung von 2022 mit der Methode der konvexen Inversion eine Rotationsperiode von 9,87341 h berechnet werden.